# Paralaxita orphna
Paralaxita orphna е вид пеперуда от семейство Riodinidae. Видът не е застрашен от изчезване.

## Разпространение и местообитание
Разпространен е в Индонезия (Калимантан и Суматра), Малайзия (Западна Малайзия, Сабах и Саравак), Мианмар, Тайланд и Филипини.
Обитава гористи местности и храсталаци.